# Запорожец (Херсонская область)
Запорожец (укр. Запорожець) — село в Генической городской общине Генического района Херсонской области Украины.
Население по переписи 2001 года составляло 7 человек. Почтовый индекс — 75530. Телефонный код — 55-34. Код КОАТУУ — 6522184004.